# Parapodophryidae
Famille
Les Parapodophryidae (syn. Paradodophryidae, erreur d'orthographe) sont une famille de Ciliés de la classe des Kinetofragminophora et de l’ordre des Suctorida.

## Étymologie
Le nom de la famille vient du genre type Parapodophrya, composé du préfixe para-, « à côté de », et du suffixe ‑podophrya, par allusion au genre Podophrya Ehrenberg, 1834, genre type de la famille des Podophryidae.
Podophrya est par ailleurs dérivé du grec ποδών / podon, « pied », et de οφρύς / ophrýs, « sourcil ⇒ cil ⇒ cilié », littéralement « cilié muni d'un pied »,

## Description
Les membres du genre Parapodophrya sont de forme sphérique. Ils possèdent des tentacules rayonnants, quelques-uns longs, plus ou moins coniques dans leur partie proximale. Ils vivent fixés sur divers supports au moyen d'une tige mince.
Ce sont des suctoriens de forme généralement sphérique qui n'ont pas de lorica. Certaines espèces sont portées sur une tige mais celle-ci est souvent absente. Ils vivent librement, jamais en parasite, généralement attaché à la végétation aquatique ou à des objets inanimés. Les tentacules sont capités (c'est-à-dire ont leur extrémité en forme de tête) et s'élargissent souvent nettement vers leur base, ce qui peut donner au corps une apparence dentelée à étoilée.
Les tentacules sont distribués sur tout le corps, pas en fascicules. Les actinophores (organites en forme de rayons) sont absents. Le seul kyste qui a été décrit est pédonculé et fortement côtelé. 
La reproduction s'effectue par pseudo-scissiparité de bourgeons ciliés dotés d'une couronne de plusieurs rangées transversales de cils. Ces bourgeons sont généralement allongés, plus larges à l'extrémité antérieure (celle qui porte les rangées ciliaires). Quelques bourgeons sont munis de tentacules rudimentaires dans la moitié postérieure du corps.
La cellule entière peut se transformer en un état semblable à un bourgeon mobile.

## Habitat
Le genre Parapodophrya vit dans des eaux douces à saumâtres, ou en eau salée.

## Liste des genres
Selon GBIF (21 mai 2023) :
- Parapodophrya Kahl, 1931
  - Genres synonymes :
    - Arcacineta Jankowski, 1981
    - Sphaerophrya Claparede & Lachmann, 1859
    - Stenophaga Jankowski, 1981

  - Espèce type : Parapodophrya soliformis (Lauterborn, 1908) Kahl, 1931
  - Espèce synonyme : Sphaerophrya soliformis Lauterborn, 1908

Selon GBIF (21 mai 2023) (famille des Paradodophryidae) :
- Astrophrya Awerinzew, 1904
- Dactylophrya Collin, 1909
- Gorgonosoma Swarczewsky, 1928
- Hypophrya López-Ochoterena, 1964

The Taxonomicon (21 mai 2023) redirige la famille des Paradodophryidae dans celle des Parapodophryidae Jankowski, 1973, et classe les genres de GBIF dans les familles suivantes :
- Astrophrya Fraipont, 1878 dans les Trichophryidae Fraipont, 1878 ;
- Dactylophrya Collin, 1909 dans les Acinetidae Stein, 1859
- Gorgonosoma Swarczewsky, 1928 dans les Dendrosomatidae Fraipont, 1878
- Hypophrya López-Ochoterena, 1964 dans les Tokophryidae Jankowski, in Small & Lynn, 1985

## Systématique
Le nom valide de ce taxon est Parapodophryidae Jankowski, 1973.
Lynn (2008) considère la famille des Parapodophryidae comme un synonyme des Podophryidae Haeckel, 1866.